# Захвалинський Сергій Іванович
Захвалинський Сергій Іванович (псевдо «Орлик»; 1 липня 1902, м. Носівка, Ніжинський повіт, Чернігівська губернія — 3 серпня 1977, Трентон, США) — учасник бою під Крутами в січні 1918 на боці УНР, хорунжий Армії УНР. 

## Життєпис

Хорунжий 1-го кінного ім. Максима Залізняка полку

Учасник бою під Крутами в складі 1-ї Української військової школи ім. Б. Хмельницького. Старшина Кінного полку імені Максима Залізняка (1920—1921). Уславився тим, що на чолі кінного роз'їзду з шаблею наголо взяв у полон цілу роту більшовиків. Отримав звання хорунжого.
Учасник Першого Зимового Походу.
Напередодні Другої світової війни разом з дружиною та донькою проживав у Подєбрадах та Празі (Чехословаччина) у великій скруті. Тут він здобув фах інженера (випускник Чеської політехніки, Прага, 1931), працював виховником в українській гімназії в Модржанах, в українських організаціях і товариствах на Закарпатті. У 1935 році працював учителем державної школи у селі Рокосово.
Коли Закарпатська Україна боролася за свою незалежність, він одним із перших вступив до Карпатської Січі.
За контрактом служив офіцером (у званні майор) у польській армії. 
Старшина українського шуцманшафту у складі німецької армії (1941—1944). 1941-му очолював українські військові формування в Києві. Після Другої світової війни мешкав на еміграції в Німеччині, потім в США. 
Працював виховником в українських організаціях й товариствах Німеччини та США. 
3 травня 1969 р був обраний заступником голови орденської ради Залізного Хреста «За Зимовий похід і бої». Цей склад ради було затверджено президентом УНР в еміграції 27 червня 1969.
Похований на цвинтарі у Саут-Баунд-Брук у США.